# František Bidlo
František Bidlo (3. září 1895 Královské Vinohrady – 9. května 1945 Praha) byl český kreslíř, karikaturista a ilustrátor.

## Život
František Bidlo pocházel z velmi chudých a skromných poměrů, jeho otec byl bankovním sluhou. Již v mládí se věnoval výtvarnému umění. Otec však chtěl, aby se stal bankovním úředníkem. Své středoškolské vzdělání (reálné gymnázium) nikdy nedokončil. Nakonec se v roce 1915 ve Vídni vyučil kloboučníkem a svému řemeslu se i zpočátku profesionálně věnoval. Během první světové války bojoval v řadách rakouské armády na italské frontě. Jednalo se o autodidakta (samouka), neměl žádné formální umělecké vzdělání a zpočátku se umělecké činnosti věnoval pouze příležitostně a ze záliby. Pohyboval se však často v uměleckém prostředí, které se v Praze za první československé republiky utvářelo mimo jiné také kolem některých pražských uměleckých kaváren – např. Union, Tůmovka či Národní kavárna.
V roce 1925 uveřejnil poprvé své politické kresby v Rudém právu.
V roce 1928 se začal plně profesionálně věnoval výtvarné činnosti. Kreslil především různé politické a propagační obrázky na plakáty, pro agitační letáky. Tvořil i karikatury a ilustroval knihy. Po celý život byl silně levicově zaměřen, aktivně tvořil pro komunistický deník Rudé Právo, jakož i pro časopisy Avantgarda, Trn, Rozsévačka a Tvorba. V letech 1927 až 1929 působil jako pracovník agitačního oddělení předválečné KSČ. Od roku 1933 také pracoval pro další známé tiskoviny – Magazin dp resp. Družstevní práce, Svět práce, Literární noviny,  Panorama. Jednu dobu také pracoval jako odpovědný redaktor mnichovského  časopisu Simplicus. Z jeho knižních ilustraci jsou nejznámější obrázky ke knihám od Emila Vachka, Vítězslava Nezvala, Karla Havlíčka Borovského, Jaroslava Seiferta.
Během 2. světové války za nacistické okupace byl zejména kvůli svým předválečným protifašistickým plakátům a karikaturám pronásledován fašistickým tiskem a dne 16. ledna 1945 byl zatčen pražským gestapem na základě udání. Důvodem měl být jeho výrok, že „po válce bude Hitler vozit kolečko na stavbě Stalingradu“. Vězněn byl v terezínské Malé pevnosti, nejprve na I. dvoře (cela č. 16) a později na IV. dvoře (cela č. 42). Od dubna 1945 ležel se záškrtem a skvrnitým tyfem na táborovém úseku nemocných až do 5. května, kdy se podařilo jeho bratru ing. V. Bidlovi a MUDr. A. Markalousovi nechat jej převézt na pražskou Bulovku. Dne 9. května, na konci války, zemřel v nemocnici na následky svého onemocnění, kterým se nakazil během epidemie tyfu při věznění v Terezíně.
Pohřben byl na Olšanských hřbitovech.

## Citát
Před koncem války, kdy už nebylo pochyby, jak válka dopadne, František vykládal v restauraci U Procházků na dnešním Mírovém náměstí, co bude s Hitlerem, až válka skončí. Jeden z přítomných byl udavač a Bidlo v půli ledna byl předvolán na gestapo. Už se nevrátil a už jsme ho nikdy nespatřili. Odvezli ho do Terezína. Na samém konci války onemocněl pak tyfem a difterií. Když vyřazovali nemocné vězně a vraždili je, František ze všech sil se pokoušel povstat ze svého prkna a dělat zdravého… Bidlův bratr, vysoký úředník ministerstva železnic, vymohl si v posledních dnech na gestapu, že může převézti svého nemocného bratra z Terezína na Bulovku… a tam Bidlo zemřel, právě 9. května, v krásný májový den, kdy do Prahy dojela sovětská vojska a město jásalo. 
Jaroslav Seifert

## Epitaf
Na Olšanských hřbitovech se dne 28. května 1945 rozloučil básník František Halas s mrtvým přítelem Františkem Bidlem tímto epitafem:
Partyzán kresby, vyvolenec smíchu

svědomí, soudce lidu svému daný,
ubitý Němci leží tady v tichu

František, Franta všemi milovaný.

## Galerie

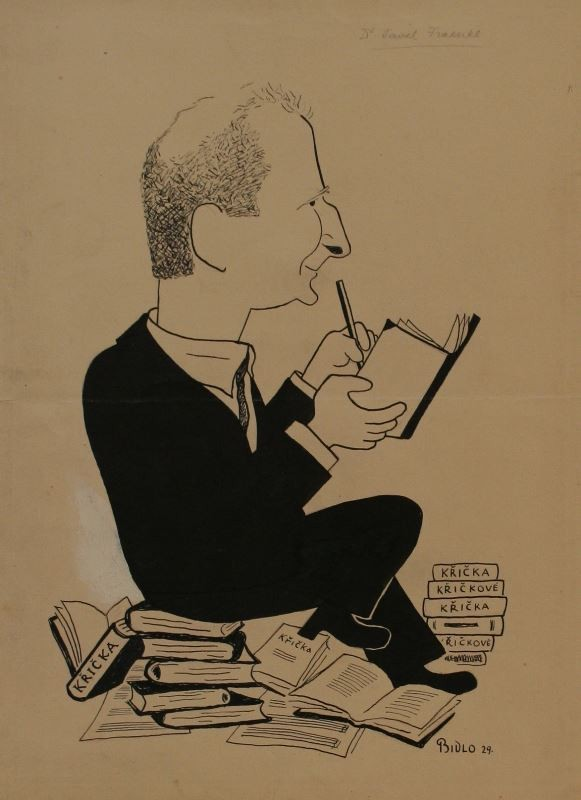
Dr. Pavel Fraenkl (1929)
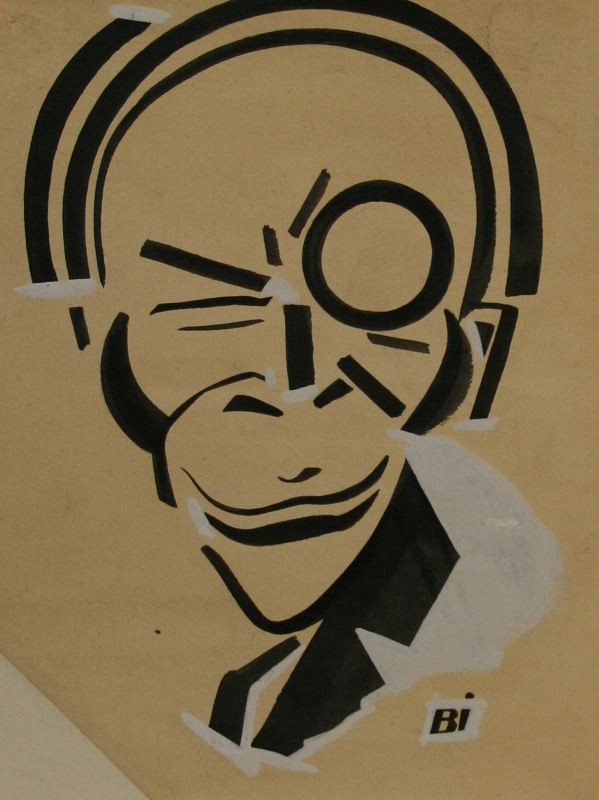
Karikatura muže
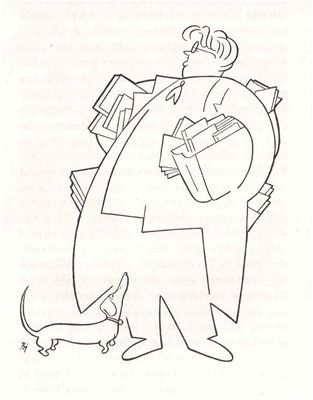
Karikatura Vincy Schwarze
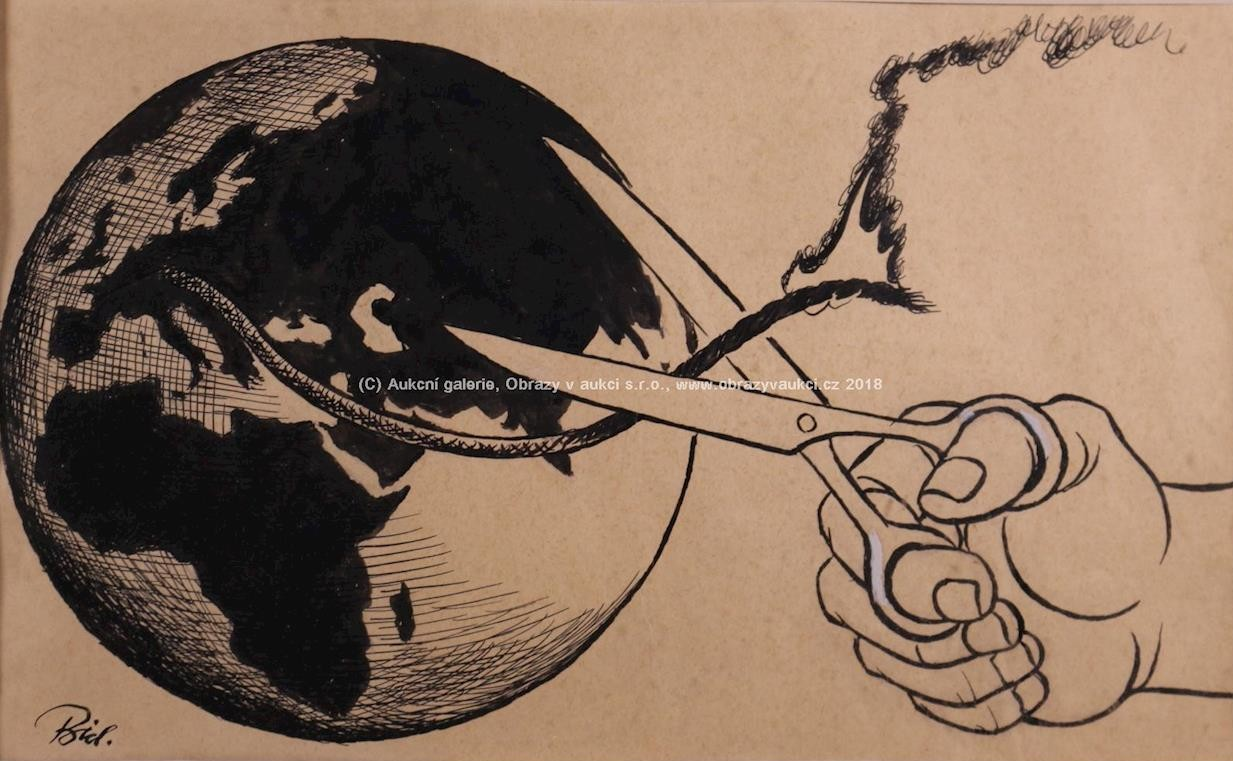
Zachraňuji svět
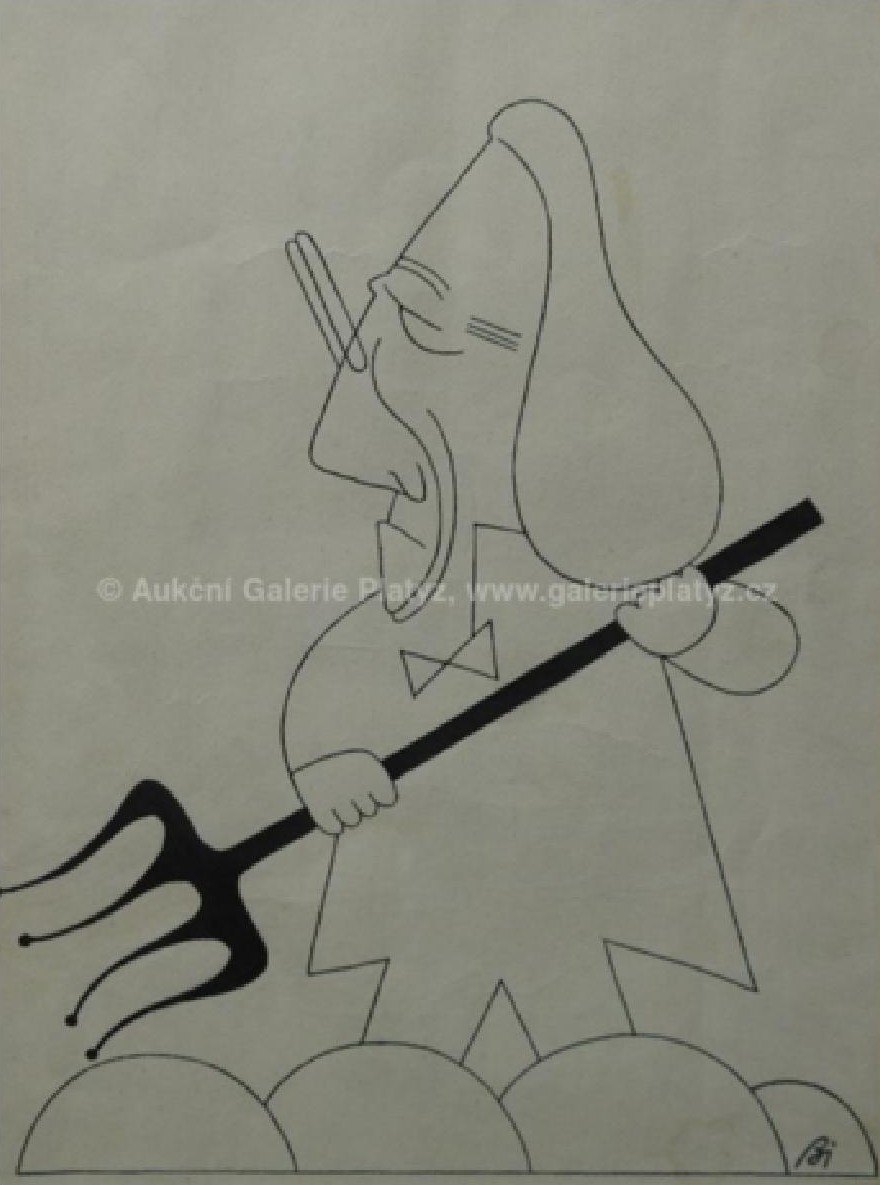
Karikatura s vidlemi
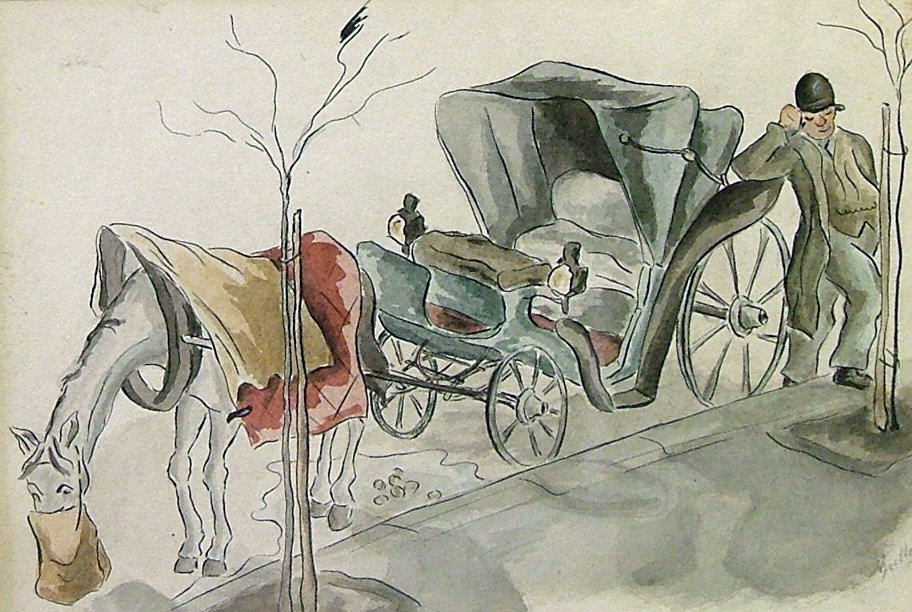
Fiakr